# Andrena richardsi
Andrena richardsi là một loài Hymenoptera trong họ Andrenidae. Loài này được Hirashima mô tả khoa học năm 1957.